# Bandera de Flores
La bandera de Flores és rectangular, i està dividida en quatre quarters: el superior esquerre i l'inferior dret de color vermell, i els altres dos de color blau.
Les quatre unions dels rectangles estan vorejades amb línies daurades. Al centre hi ha un cercle blanc amb vores daurats, amb l'escut de Flores en el seu interior. La bandera es va crear amb el decret 055 del 13 de maig de 1987, i és obra d'Ernesto Dámaso Quintero, guanyador d'un concurs a nivell nacional.